# رکود تورمی
رکود تورمی یا ایستایی تورمی (به انگلیسی: Stagflation) به وجود هم‌زمان تورم و رکود اقتصادی گفته می‌شود. رکود در تعریف اقتصادی به دو دوره سه‌ماهه پیاپی رشد منفی در اقتصاد یک کشور گفته می‌شود.
«دوره‌ای که کاهش معنی دار در چهار عامل تولید، درآمد، اشتغال و تجارت ایجاد شود.» این دوره معمولاً حداقل بین ۶ ماه تا یکسال است. به این ترتیب می‌توان رکود بر این اساس به معنای کاهنده بودن رشد تولید ناخالص داخلی واقعی است.
تورم (به انگلیسی: Inflation) از نظر علم اقتصاد اشاره به افزایش پیوسته سطح عمومی تولید پول، درآمدهای پولی یا قیمت است. تورم عموماً به معنی افزایش غیرمتناسب سطح عمومی قیمت در نظر گرفته می‌شود. تورم، روند مستمر فزاینده و نامنظم افزایش قیمت‌ها در اقتصاد است.

## تعریف
رکود و تورم وقتی به هم می‌رسند شرایط ویژه‌ای را در اقتصاد رقم می‌زنند.
شرایطی که در آن نه رکود به تنهایی حکم‌فرمایی می‌کند و نه تورم؛ فقط بر اقتصاد مستولی می‌شود. بلکه در این شرایط، رکود و تورم با یکدیگر عجین می‌شوند و «رکود تورمی» را دامن می‌زنند. این دو در کنار هم زمینه‌ای پدیدمی‌آورند که در آن، از رکود، بیکاری زاده می‌شود و از تورم نیز بالطبع افزایش قیمت دسته‌جمعی کالاها به‌وجود می‌آید؛ یعنی در این شرایط اقتصاد باید با دو معضل هم‌زمان دست‌وپنجه نرم کند، که برآمدن هماهنگ از پس آن دو امری به شدت دشوار به نظر می‌آید؛ زیرا سلاحی که برای کاهش تورم به کار می‌رود (کاهش نقدیندگی) از آن‌طرف بر رکود دامن می‌زند، و شکست رکود نیز از طریق تزریق منابع مالی و نقدینگی به تورم می‌انجامد، و این چرخه اگر پیش رود «رکود تورمی» بزرگ و بزرگ‌تر می‌شود.

## عوامل ظهور رکود تورمی
بسیاری از کارشناسان عوامل اقتصادی را تنها دلیل بروز رکود تورمی می‌دانند. ریشه‌های رکود تورمی در ویژگی‌های ساختاری هر اقتصاد، میزان کارایی سیاست‌های پولی و سیاست‌های مالی، ساختار بودجه‌ای دولت، میزان کشش‌پذیری سرمایه‌گذاری نسبت به نرخ بهره، چگونگی جانشینی جبری، الگوهای مصرف، پس‌انداز و سرمایه‌گذاری و میزان نقش دولت در اقتصاد نهفته است. عواملی که در تشدید یا بروز این پدیده در برخی کشورها دخیل بوده‌اند همان عوامل به نوبه خود باعث مقابله و خروج از این وضعیت در کشورهای دیگر شده‌اند.
اما کارشناسانی هم هستند که عوامل سیاسی- اجتماعی را دامن‌زننده بحث رکود تورمی می‌دانند. کارشناسان معتقدند که دلایل رکود توأم با تورم هم اقتصادی است و هم سیاسی- اجتماعی. به اعتقاد آن‌ها یکی از اصلی‌ترین دلایل بروز رکود تورمی افزایش هزینه تولید است. افزایش هزینه تولید جدا از اینکه دلایل اقتصادی دارد دلایل سیاسی هم دارد. تغییرات مکرر مدیران و مسئولان و از سوی دیگر تصمیماتی که به صورت دقیق گرفته نمی‌شود یکی از اصلی‌ترین دلایل افزایش هزینه تولید است. همچنین این امر موجب اسراف سرمایه‌ها و سردرگمی سرمایه‌گذاران می‌شود و همین موضوع به روشنی افزایش هزینه تولید را دامن می‌زند. ساختار مکرر قوانین و ناکارآمدی ساختار اقتصادی و از سوی دیگر بی‌ثباتی در ابلاغیه‌ها و دستورنامه‌ها از دیگر عواملی است که هزینه تولید را افزایش می‌دهد و به بروز رکود تورمی می‌انجامد. طولانی شدن پروژه‌های دولتی هم یکی از عواملی‌است که به شدت در بروز رکود تورمی دامن می‌زند.

## راه‌های درمان
اقتصاددانان برای رکود و تورم به‌طور جداگانه، درمان‌های کم‌وبیش ساده‌ای داشتند که عمدتاً بر اساس نظریۀ کینز، اقتصاددان انگلیسی، مبتنی بود. رکود و کسادی، ناشی از کمبود تقاضای مؤثر دانسته می‌شد و درمان آن هم نیازمند سیاست‌های پولی و مالی انبساطی بود. دولت هزینه‌های عمرانی را افزایش می‌داد، از مالیات‌ها می‌کاست و با خرج کردن بیش از درآمدهایش (سیاست کسر بودجۀ آگاهانه) تقاضای مؤثر را افزایش می‌داد (مجموعۀ این اقدامات که از طریق بودجۀ دولت‌ها انجام می‌گیرد، سیاست‌های مالی نامیده می‌شود). در همین حال، بانک مرکزی نیز با افزایش حجم پول و نقدینگی در گردش و کاهش نرخ بهره، سیاست انبساطی پولی را به اجرا می‌گذاشت که با افزایش سرمایه‌گذاری و مصرف، تقاضای کل را بالا می‌برد و رکود و کسادی را تخفیف می‌داد.
تورم، گرچه ممکن بود دلایل پیدایش آن متفاوت باشد و در نتیجه اقدامات تکمیلی دیگری را نیز ضروری سازد، اما درمان آن در هر حال نیازمند سیاست‌های پولی و مالی انقباضی بود. کنترل حجم نقدینگی، افزایش نرخ بهره، افزایش مالیات‌ها، کنترل هزینه‌های دولت و بودجه بدون کسری (یا حتی دارای مازاد) از جملۀ این تدابیر به‌شمار می‌رفتند که با کاستن از تقاضای کل، تورم را کاهش می‌دادند. به این ترتیب تدابیر مورد نیاز برای مبارزه با تورم دقیقاً برعکس تدابیری هستند که برای مبارزه با رکود اقتصادی باید به کار گرفته شوند.
اصلاح ساختار اقتصادی، شایسته‌سالاری، افزایش بهره‌وری تولید و صنعت از راه‌حل‌های جلوگیری از عمق گرفتن رکود تورمی است. البته این راه‌حل‌ها همگی طولانی‌مدت هستند و باید دانست که مقاومت در مقابل معضلات و عدم تغییر سیاست‌ها شرط تأثیرگذاری این عوامل هستند.

## رکود تورمی در ایران
شرایط اقتصادی ایران به‌طور بالقوه آمادگی پذیرش پدیدۀ رکود تورمی را دارد. با توجه به ویژگی‌های ساختاری اقتصاد ایران، کسری بودجه‌های مداوم و شوک‌های ارزی حاصل از درآمد نفت و بی‌انضباطی مالی دولت و سیاست انبساطی پولی از مهم‌ترین عوامل بروز این پدیده در کشور هستند.
مهم‌ترین راه‌حل‌های مقابله با رکود تورمی در ایران می‌تواند انضباط مالی دولت از طریق تنظیم صحیح بودجه و اجتناب از تداوم بیشتر کسری بودجه، کنترل و کاهش هزینه‌های جاری دستگاه‌ها، نحوۀ استفاده از دلارهای نفتی به گونه‌ای که موجب افزایش پایۀ پولی و بالتبع آن افزایش نقدینگی نشود. اصلاح ساختار مالیاتی، اصلاح بازارهای مالی و پولی (پرهیز از سیاست‌های انبساطی پولی) و افزایش سرمایه‌گذاری به نحوی که به افزایش تولید منجر شده، پرهیز از سیاست‌هایی که عواقبی چون فعالیت‌های رانت‌جویانه و دلالی دارد (مانند بازار مسکن) و افزایش تولید و بهره‌وری کل عوامل تولید باشد.
مرکز پژوهش‌های مجلس، راهکارهایی را برای مبارزه با رکود تورمی پیشنهاد کرده که اهم آن‌ها به شرح زیر است:
- «از انبساطی بستن بودجه خودداری شود». درآمدهای پیش‌بینی شده در بودجه غیرواقعی و اغراق‌آمیز نباشد و مخارج، به ویژه هزینه‌های جاری، کاهش یابند و کسری بودجه برطرف شود. «با توجه به ساختار اقتصاد ایران، یکی از دلایل عمده تورم مزمن در کشور، تداوم کسری بودجه دولت است؛ لذا دولت می‌تواند با هماهنگی کامل با سیاست‌های مالی و پولی از افزایش بی‌رویه در هزینه‌های جاری خودداری کند و هزینه‌ها را متناسب با منابع داخلی درآمدی (مالیاتی، صادرات غیرنفتی و…) در بودجه سالانه لحاظ کند و علاوه بر آن خود را پایبند به بودجه مصوب شده کرده و خارج از چارچوب آن هزینه نکند. در واقع انضباط مالی دولت از عوامل مهم جلوگیری از بروز پدیده رکود تورمی در ایران است.»

- ساختار مالیاتی کشور اصلاح شود. درحال‌حاضر «از نقل و انتقالات، مالیات مناسبی گرفته نمی‌شود که این مسئله خود باعث افزایش انگیزه دلالی و تقاضای سفته‌بازی کالا (مخصوصا در بازار مسکن) می‌شود.» از آنجا که نظام مالیاتی کنونی «سرمایه‌ها را به سمت دلالی در بخش مسکن سوق می‌دهد، از سرمایه‌گذاری در بخش‌های تولیدی جلوگیری می‌شود و زمینه را برای رکود آماده می‌سازد.» «اصلاح ساختار مالیاتی باید به گونه‌ای باشد که نه تنها انگیزه بخش تولیدی را کاهش ندهد، بلکه سرمایه‌های بخش دلالی و غیر تولید را به سمت فعالیت‌های تولیدی بکشاند.» «بستن مالیات بر فعالیت‌های سفته‌بازی کالا و دلالی که سود زیادی نصیب دلالان آن می‌کند، می‌تواند تأثیر مهمی بر سرازیر شدن سرمایه‌ها به جای بخش دلالی، به ویژه مسکن، که در ایران سرمایه‌ها را به خود جذب کرده… به بخش‌های تولیدی شود و به جای آن با معافیت مالیاتی برای بخش‌های تولیدی، سرمایه‌دارها را تشویق کرده و به سمت تولید سوق داد.»

- تسهیل شرایط برای فعالیت بخش خصوصی. «مهیا کردن شرایطی برای فعالیت بخش‌خصوصی، جدای از منابع درآمدی که برای دولت ایجاد می‌کند، باعث افزایش تولید و رونق اقتصادی می‌شود». در واقع، یکی از بهترین راه‌ها برای مبارزه با رکود تورمی این است که سرمایه‌گذاری در کشور افزایش یابد که در پی آن افزایش تولید و اشتغال و درآمدزایی و کاهش کسری بودجه به وجود می‌آید و در چرخه علت و معلولی، به کاهش تورم و افزایش تولید منجر خواهد شد.[۳]

## تورم بزرگ
واژهٔ رکود تورمی، نخستین بار در طول یک دورهٔ تورم و بیکاری در بریتانیا مطرح شده است. بریتانیا شاهد گسترش تورم در بین دههٔ ۷۰ و ۸۰ بوده است. در ۱۷ نوامبر سال ۱۹۶۵، ایان مکلود، سخنگوی مسائل اقتصادی حزب محافظه‌کار انگلستان، دربارهٔ دشواری وضع اقتصاد بریتانیا در مجمع عمومی هشدار داد:
در حال حاضر ما از دو لحاظ در بدترین وضعیت هستیم، نه تنها تورم از یک طرف یا رکود از طرف دیگر، بلکه وجود هم‌زمان این دو. در واقع ما در نوعی وضعیت رکود تورمی به سر می‌بریم؛ و تاریخ در شرایط امروز، در واقع ساخته شده است.
ایان مکلود، واژهٔ رکود تورمی را باز هم در ۷ ژوئیه سال ۱۹۷۰ مطرح کرده و رسانه‌ها شروع به استفاده از آن کردند. به عنوان نمونه، مجلهٔ اکونومیست در ۱۵ اوت ۱۹۷۰ و روزنامهٔ نیوزویک در ۱۹ مارس ۱۹۷۳ از واژۀ رکود تورمی در نوشته‌های خود بهره گرفته‌اند.
در مجموعه مقالات عملی انگستان، نویسندگانی به نام ادوارد نلسون و کالین نیکولوف (۲۰۰۲) به بررسی دلایل و اشتباهات سیاسی مرتبط با تورم بزرگ در بریتانیا در سال ۱۹۷۰ پرداخته‌اند. بر طبق اظهارات این دو، با ظهور تورم در سال‌های ۱۹۶۰ و ۱۹۷۰، سیاست گذاران قادر به تشخیص نقش اصلی سیاست مالی در کنترل تورم نبوده‌اند. در عوض، آن‌ها تلاش کردند تا از تدابیر و سیاست‌های غیر پولی برای پاسخ‌دهی و واکنش نسبت به بحران‌های اقتصادی استفاده کنند. سیاست‌گذاران همچنین تخمین‌های نادرستی از درجهٔ تقاضای بیش از حد در اقتصاد را بدست آورند که همین امر، سهم به‌سزایی در گسترش تورم بریتانیا در سال‌های ۱۹۶۰ و ۱۹۷۰ داشته است.
به هر حال، رکود تورمی تنها محدود به بریتانیا نبوده است. اقتصاد دان‌ها نشان داده‌اند که رکورد تورمی، امری شایع در بین هفت اقتصاد عمده در سال‌های ۱۹۷۳ تا ۱۹۸۲ بوده است. پس از آغاز کاهش نرخ تورم در سال ۱۹۸۲، تمرکز اقتصاددان‌ها از سمت دلایل رکود تورمی به سمت عوامل تعیین‌کنندهٔ رشد بهره‌وری و تأثیر دستمزدهای واقعی در تقاضا برای کار، معطوف شد.

## دیدگاه‌های پول‌گرایی و کینزی‌گرایی پس از جنگ

### کینزی‌گرایی و پول‌گرایی اولیه
تا دههٔ ۶۰، بسیاری از اقتصاددان‌های مکتب کینزی، امکان رکورد تورمی را انکار می‌کردند، چون تجارب گذشته نشان می‌دادند که نرخ بیکاری بالا، معمولاً به تورم پایین مربوط می‌شود و بالعکس (به این رابطه، منحنی فیلیپس گفته می‌شود). ایدهٔ اصلی این بوده است که تقاضای زیاد برای اقلام و کالاها، موجب افزایش قیمت شده و همین‌طور شرکت‌ها را تشویق می‌کند تا افراد بیشتری را جهت کار استخدام کنند؛ و به همین ترتیب، اشتغال بالا موجب افزایش تقاضا می‌شود. با این حال، در سال‌های ۱۹۷۰ و ۱۹۸۰ پس از وقوع رکود تورمی، مشخص شده که رابطهٔ بین تورم و سطوح اشتغال، لزوماً پایدار نیست: یعنی، منحنی فیلیپس می‌تواند تغییر پیدا کند. خبرگان اقتصاد کلان، تردید بیشتری نسبت به تئوری‌های کینزی پیدا کرده و خود کینزی گرایان هم دربارهٔ ایده‌های خود نسبت به یافتن توضیحی برای رکود تورمی، تجدید نظر کردند.
توضیح برای تغییر مکان منحنی فیلیپس، نخستین بار توسط یکی از اقتصاد دان‌های پولگرا، به نام میلتون فریدمن و همچنین توسط ادموند فِلپز، مطرح شده است. بر طبق اظهارات این دو اقتصاد دان، زمانی که کارکنان و شرکت‌ها منتظر تورم بیشتری باشند، منحنی فیلیپس به سمت بالا منتقل می‌شود (یعنی تورم بیشتری در هر سطح از بیکاری به وجود می‌آید). به‌طور خاص، اگر تورم برای چندین سال باقی بماند، کارکنان و شرکت‌ها این تورم را در طول مذاکرات برای دستمزد مد نظر قرار داده و در نتیجه، هزینه‌های شرکت و حقوق کارکنان به سرعت افزایش پیدا می‌کنند، بنابراین تورم نیز بیشتر می‌شود. با اینکه این ایده، یک نقد شدید از تئوری کینزی اولیه بوده است، اما به تدریج توسط طرفداران مکتب کینزی مورد پذیرش قرار گرفته و در مدل‌های اقتصاد کینزی جدید نیز از آن استفاده شده است.

### نئوکینزی‌گرایی
تئوری نئوکینزی، دو نوع تورم را از هم جدا می‌کند: تورم ناشی از فشار تقاضا (به سبب تغییر مکان منحنی تقاضای کلی) و تورم ناشی از فشار هزینه (به سبب تغییر مکان منحنی عرضهٔ کلی). رکود تورمی در این دیدگاه، به سبب تورم ناشی از فشار هزینه به وجود می‌آید. تورم ناشی از فشار هزینه زمانی رخ می‌دهد که نیرو یا شرایطی موجب افزایش هزینه‌های تولید شود. این شرایط ممکن است به سبب سیاست‌های دولت (مانند مالیات‌ها) یا به سبب فاکتورهای صرفاً خارجی نظیر کمبود منابع طبیعی یا وقوع جنگ به وجود بیایند.
تحلیل‌های کینزی معاصر نشان می‌دهند که با تمایز قائل شدن بین فاکتورهای تأثیرگذار به روی تقاضای کلی و فاکتورهای تأثیرگذار به روی عرضهٔ کلی، به راحتی می‌توان رکود تورمی را درک کرد. با اینکه از سیاست پولی و مالی می‌توان برای ایجاد اقتصاد در مواجهه با نوسانات تقاضای کلی استفاده کرد، اما چنین سیاست‌هایی در مقابله با نوسانات عرضهٔ کلی، با شکست رو به رو می‌شوند. به‌طور جزئی تر، یک شوک ناگوار به عرضهٔ کلی، نظیر افزایش قیمت نفت، می‌تواند موجب رکود تورمی شود.

## تئوری عرضه
تئوری‌های عرضه مبتنی بر مدل تورم ناشی از فشار هزینه (در تئوری نئوکینزی) هستند. در تئوری‌های عرضه، رکود تورمی زمانی اتفاق می‌افتد که جانب عرضه در تساوی بازاری عرضه – تقاضا، با اختلال چشمگیری مواجه شود، مانند زمانی که یک کمبود ناگهانی واقعی یا نسبی از کالاهای اصلی، منابع طبیعی یا سرمایه‌های طبیعی لازم برای تولید کالاها و خدمات، به وجود می‌آید. البته فاکتورهای دیگری نیز ممکن است موجب مسائل عرضه شوند، مثلاً شرایط اجتماعی و سیاسی نظیر تغییر در سیاست، وقوع جنگ، کنترل شدیداً محدودکنندهٔ تولید توسط دولت و غیره. در این دیدگاه، رکود تورمی زمانی اتفاق می‌افتد که یک شوک عرضهٔ ناگوار (مانند افزایش ناگهانی قیمت نفت یا مالیات جدید) به وجود آید که موجب جهش متعاقب در هزینهٔ کالاها و سرویس‌ها (غالباً در سطح عمده فروشی) شود. از لحاظ فنی، این امر موجب انقباض یا تغییر مکان منفی در منحنی عرضهٔ کلی اقتصاد می‌شود.
در سناریوی کمبود منبع (زینم، ۱۹۸۲)، رکود تورمی زمانی اتفاق می‌افتد که رشد اقتصادی بوسیلهٔ یک منبع محدود از مواد خام، متوقف می‌شود. یعنی زمانی که منبع واقعی یا نسبی از مواد اصلی (مثل سوخت‌های فسیلی (انرژی)، مواد معدنی، زمین‌های کشاورزی، الوووار و غیره) کاهش پیدا کرده یا به سرعت کافی در جهت پاسخ به تقاضاهای مداوم و جدید، افزایش پیدا نکند. کمبود منبع می‌تواند یک کمبود فیزیکی واقعی یا یک کمبود نسبی ناشی از فاکتورهایی نظیر مالیات یا سیاست پولی نادرست باشد، که در نهایت به روی هزینه یا دسترس پذیری به مواد خام، تأثیر می‌گذارد. این امر، سازگار با فاکتورهای تورم ناشی از فشار هزینه در تئوری نئوکینزی است. بدین ترتیب که پس از وقوع شک عرضه، اقتصاد ابتدا تلاش می‌کند تا مومنتیوم را حفظ کند، یعنی مصرف‌کننده‌ها و تجارت‌های مختلف، هزینه‌های بیشتری را در جهت حفظ سطح تقاضای خود پرداخت می‌کنند. از طرف دیگر بانک مرکزی نیز ممکن است با افزایش عرضهٔ پول به منظور مقابله با رکود اقتصادی، این موضوع را تشدید کند. عرضهٔ پولی افزایش یافته، موجب بیشتر شدن تقاضا برای کالاها و خدمات مختلف می‌شود، هر چند که تقاضا در طول رکود اقتصادی معمولاً کاهش پیدا می‌کند.
در مدل کینزی، هزینه‌های بالا منجر به افزایش در عرضهٔ کالاها و خدمات می‌شود. با این حال، در طول یک شوک عرضه (مثل کمبود، تنگنا در منابع و غیره)، منابع به‌طور معمول به این فشارهای ناشی از هزینه پاسخدهی نمی‌کنند؛ بنابراین، تورم بیشتر شده، بازده کاهش پیدا کرده و در نتیجه، رکود تورمی به وجود می‌آید.

## توضیح رکود تورمی دههٔ ۷۰
پس از تحمیل کنترل دستمزد و هزینه توسط ریچارد نیکسون در ۱۵ آگوست سال ۱۹۷۱، موج اولیه‌ای از شوک‌های هزینه‌ای در کالاها به وجود آمد که دلیل آنها، به وجود آمدن هزینه‌های مارپیچی عنوان شد. دومین شوک بزرگ، بحران نفت در سال ۱۹۷۳ بوده است، درست زمانی که سازمان OPEC عرضهٔ سراسری نفت را محدود کرد. این دو رویداد در ترکیب با کمبود انرژی کلی در دههٔ ۷۰، موجب کمبود واقعی یا نسبی مواد خام شد. کنترل هزینه منجر به کمبودهایی در نقطهٔ خرید شده و در نهایت، به عنوان مثال باعث به وجود آمدن صف‌های متعدد از مصرف‌کننده‌ها در ایستگاه‌های سوخت‌رسانی و افزایش هزینه‌های تولید در صنایع می‌شود.

## دیدگاه‌های اخیر
تا اواسط دههٔ ۷۰، هیچ‌یک از مدل‌های اقتصاد کلان (کینزی، کلاسیک جدید و پولگرایی) نمی‌توانستند رکود تورمی را توضیح دهند.
بعدها، توضیحی بر اساس تأثیرات شوک‌های عرضهٔ ناگوار به روی تورم و بازده ارائه شده است. بر طبق گفته‌های بلنشارد (۲۰۰۹)، این رویدادهای ناگوار، یکی از دو مؤلفهٔ رکود تورمی به حساب می‌آیند. مؤلفهٔ دوم در واقع ایده‌هایی هستند که رابرت لوکاس (مبتکر منحنی عرضهٔ لوکاس)، توماس سارجنت و رابرت بارو، به عنوان پیش‌بینی‌های «شدیداً نادرست» و «اساساً ناقص» (از اقتصاد کینزی) بیان کرده‌اند، که بر همین اساس، توضیح رکود تورمی بر عهدهٔ «دانشجویان هم عصر چرخهٔ تجاری» گذاشته می‌شود. در این بحث، بلنشارد فرضیه‌ای را مطرح کرده است، مبنی بر اینکه افزایش اخیر قیمت نفت، می‌تواند دورهٔ دیگری از رکود تورمی را رقم بزند، هر چند که این امر هنوز اتفاق نیفتاده است.

## دیدگاه‌های نئوکلاسیک
دیدگاه نئوکلاسیک محضِ اقتصاد کلان، ایدهٔ مبنی بر اینکه «سیاست پولی می‌تواند دارای تأثیرات واقعی باشد»، را رد می‌کند. بر طبق اظهارات خبرگان اقتصاد کلان نئوکلاسیک، کمیت‌های اقتصادی واقعی نظیر بازدهٔ واقعی، اشتغال و بیکاری، تنها بوسیلهٔ فاکتورهای واقعی مشخص می‌شوند. فاکتورهای اسمی نظیر تغییر در عرضهٔ پولی، تنها به روی متغیرهای اسمی نظیر تورم تأثیر می‌گذارند. ایدهٔ نئوکلاسیک مبنی بر اینکه فاکتورهای اسمی نمی‌توانند دارای تأثیرات واقعی باشند، را اغلب «بی‌طرفی پولی» یا «دوگانگی کلاسیک» می‌گویند.
از آنجا که در دیدگاه نئو کلاسیک، پدیده‌های واقعی نظیر بیکاری، در اصل غیر مرتبط با پدیده‌های اسمی نظیر تورم هستند، یک اقتصاد دان نئوکلاسیک می‌تواند دو توضیح جداگانه برای رکود و تورم را ارائه دهد. توضیحات نئوکلاسیک از رکود (رشد آهسته و بیکاری بالا) شامل مقررات دولتی یا مزایای بالایی برای بیکاری می‌باشند که افراد جامعه را به بیکار بودن ترغیب می‌کند. یکی دیگر از توضیحات نئوکلاسیک برای رکود، مبتنی بر تئوری چرخهٔ تجارت واقعی است که در آن، هر گونه کاهش در بهره‌وری کاری، باعث کاهش اجرای کار می‌شود. توضیح عمدهٔ نئوکلاسیک از رکود، یک توضیح بسیار ساده است: رکود زمانی اتفاق می‌افتد که مراجع پولی، عرضهٔ پولی را به شدت افزایش دهند.
در دیدگاه نئوکلاسیک، فاکتورهای واقعیِ تعیین‌کنندهٔ بازده و بیکاری، تنها به روی منحنی عرضهٔ کلی تأثیر می‌گذارند. فاکتورهای اسمیِ تعیین‌کنندهٔ تورم نیز تنها به روی منحنی تقاضای کلی تأثیر می‌گذارند. زمانی که تغییرات ناگوار در فاکتورهای واقعی موجب تغییر مکان منحنی عرضهٔ کلی به سمت چپ شده و در عین حال، سیاست‌های پولی غیر هوشمندانه موجب تغییر مکان منحنی تقاضا به سمت راست می‌شوند، آنگاه رکود به وجود می‌آید.
بنابراین توضیح اصلی برای رکود تورمی تحت دیدگاه کلاسیکِ اقتصادی، تنها خطاهای سیاسی است که هم به روی تورم و هم به روی بازار کاری تأثیر می‌گذارند. یک استدلال بسیار واضح به نفع توضیح نئوکلاسیک از رکود تورمی، توسط خود کینز مطرح شده است. در سال ۱۹۱۹، جان مینارد کینز در کتاب خود به عنوان «پیامدهای اقتصادی صلح»، به توصیف تورم و رکود اقتصادی در اروپا پرداخته است. کینز نوشته است:
? گفته شده که بر طبق سخنرانی‌های لنین، بهترین روش برای تخریب سیستم سرمایه‌داری، به فساد کشیدن ارز است. در طول یک پروسهٔ تورم مداوم، دولت می‌تواند به طرز مخفیانه و غیرقابل شناسایی، بخش مهمی از ثروت شهروندان خود را غصب کرده و مصادره کند. با این روش، دولت نه تنها ثروت شهروندان خود را غصب کرده است، بلکه این کار را از روی عمد و خودسرانه انجام داده و در حین اینکه پروسه موجب فقیر شدن شهروندان می‌شود، اما در واقع تعداد افراد (خاصی) به ثروت می‌رسند
قطعاً حق با لنین بوده است. هیچ وسیله‌ای بهتر و مطمئن تر از «فساد ارزی» وجود ندارد که بتواند مبنای فعلی جامعه را واژگون کند. این پروسه، تمام نیروهای غیبی قانون اقتصاد را به نفع تخریب بکار می‌گیرد، به نحوی که حتی یک نفر از بین میلیون‌ها نفر قادر به تشخیص آن نیست.
کینز به‌طور صریح، به رابطهٔ بین دوَل چاپ‌کنندهٔ پول و تورم اشاره کرده است.
تورم گرایی سیستم‌های ارزی اروپا، به‌طور فوق‌العاده‌ای ادامه پیدا کرده است. دولت‌های متخاصم مختلفی که قادر نیستند/ یا خیلی ترسو یا کوته نظر هستند تا در برابر وام‌ها و مالیت‌های وضع شده برای منابع مورد نیاز خود در امان بمانند، پول‌ها را بجهت برقراری تعادل چاپ می‌کنند.
کینز همچنین بیان کرده است که چگونه کنترل قیمت توسط دولت موجب عدم ترغیب و توقف تولید می‌شود.
پیشفرض ارزش جعلی برای ارز، که توسط نیروی قانون در مقررات و تنظیم قیمت‌ها بیان شده، خود شامل بذرهای فساد اقتصادی نهایی بوده و به زودی، منابع عرضهٔ نهایی را از بین می‌برد. اگر فردی مجبور باشد تا ثمرهٔ زحمات خود را با «چیزی» مبادله کند و سپس نتواند از فروش آن «چیز» برای خرید مایحتاج خود استفاده کند، آنگاه بر اساس تجربه‌ای که بدست آورده است، دیگر به مبادلهٔ تولیدات خود نمی‌پردازد و آن‌ها را نزد خود نگه می‌دارد، یا به عنوان لطف، محصولات خود را در اختیار دوستان و همسایگان خویش قرار می‌دهد، یا دیگر برای تولید محصولات به خود زحمت نمی‌دهد. یک سیستم اجباری برای تبادل کالاها در ازای چیزهایی که ارزش نسبی واقعی ندارند، نه تنها موجب کاهش تولید می‌شود، بلکه در نهایت موجب اتلاف و غیر کارآمدی معاملات می‌گردد.
کینز به توضیح مفصل رابطهٔ بین تورم و کسری دولت آلمان پرداخته است.
در آلمان، هزینهٔ کل امپراتوری، ایالات فدرالی و بخش‌ها در سال‌های ۱۹۱۹ تا ۱۹۲۰، برابر با ۲۵ میلیارد مارک تخمین زده شده است که حدود ۱۰ میلیارد از آن، توسط مالیات‌های قبلیِ موجود، تحت پوشش قرار نگرفته است. این میزان بدون در نظر گرفتن پرداخت خسارات و غرامات، تقریب زده شده است. در روسیه، مجارستان، لهستان یا اتریش، چنین چیزی به عنوان بودجه اصلاً نمی‌تواند وجود داشته باشد.
بنابراین تهدید تورم گرایی توصیف شده در بالا، صرفاً نتیجهٔ وقوع جنگ نیست که بخواهد پس از ایجاد صلح، رفع شود، بلکه یک پدیدهٔ مداوم است که انتهای آن را نمی‌توان مشاهده کرد.

## کینزی در کوتاه‌مدت، کلاسیک در بلندمدت
با اینکه اکثر اقتصاددان‌ها بر این باور هستند که تغییر در عرضهٔ پولی می‌تواند تأثیرات واقعی در کوتاه‌مدت داشته باشند، اما اقتصاددان‌های نئوکلاسیک و نئوکینزی، اتفاق نظر دارند که تغییر در عرضهٔ پولی، هیچ تأثیر بلندمدتی بر جای نمی‌گذارد. از این رو، حتی اقتصاد دان‌هایی که خود را متعلق به مکتب نئوکینزی می‌دانند، معمولاً بر این باور هستند که در طولانی مدت، پول خنثی است. به بیان دیگر، با اینکه مدل‌های نئو کلاسیک و نئوکینزی اغلب به عنوان دیدگاه‌های متقابل و رقیب در نظر گرفته می‌شوند، اما این دو دیدگاه به عنوان دو توصیف مناسب برای افق‌های زمانی متفاوت نیز لحاظ می‌شوند. در بسیاری از کتاب‌های درسی امروزی، اگر قیمت‌ها چسبنده باشند، آنگاه مدل نئوکینزی به عنوان توصیف مناسب برای اقتصاد در کوتاه‌مدت در نظر گرفته می‌شود. در عوض اگر قیمت‌ها دارای زمان کافی برای تنظیم کامل باشند، آنگاه مدل نئوکلاسیک به عنوان توصیف مناسب اقتصاد در بلندمدت در نظر گرفته می‌شود.
از این رو، اگر چه اقتصاد دان‌های امروزی غالباً دوره‌های کوتاه‌مدت رکود تورمی (تنها چند سال) را ناشی از تغییر در عرضه می‌دانند، اما چنین موضوعی را به عنوان توصیفی از رکود تورمی بسیار طولانی رد می‌کنند. در واقع رکود تورمی طولانی‌تر، به عنوان اثری از سیاست‌های نادرست دولت توصیف می‌شود: مقررات و تنظیم افراطی بازار تولید و بازار کار منجر به رکود تورمی بلندمدت شده و از طرف دیگر، رشد بیش از حد عرضهٔ پولی نیز موجب تورم بلندمدت می‌شود.

## دیدگاه‌های دیگر

### انباشت تفاضلی
اقتصاددان‌های سیاسی نظیر جاناتان نیتزان و شیمشان بیچلر، توصیف رکود تورمی را به عنوان بخشی از یک تئوری، به نام انباشت تفاضلی مطرح کرده‌اند. در تئوری انباشت تفاضلی، شرکت‌ها به جای اینکه به دنبال افزایش حداکثر سودمندی و سرمایه‌گذاری باشند، بیشتر در پی بالا بردن این دو مقوله (سودمندی و سرمایه‌گذاری) نسبت به حد متوسط هستند. بر طبق این تئوری، دوره‌های ادغام و تملک با دوره‌های رکود تورمی نوسان پیدا می‌کنند. زمانی که ادغام و تملک از لحاظ سیاسی دیگر امکان‌پذیر و عملی نباشند (دولت‌ها بوسیلهٔ قوانین ضد انحصاری محدود می‌شوند)، به جای رقابت از رکود تورمی به عنوان یک راه حل جایگزین برای رسیدن به سودمندی نسبی بیشتر استفاده می‌شود. با افزایش ادغام و تملک، توان و قدرت برای اجرای رکود تورمی نیز افزایش پیدا می‌کند.
رکود تورمی به عنوان یک بحران اجتماعی، نظیر دورهٔ بحران نفت در دههٔ ۷۰ و سال‌های ۲۰۰۷ تا ۲۰۱۰، ظاهر می‌شود. با این حال تورم در رکود تورمی، تأثیر یکسانی به روی همهٔ شرکت‌ها ندارد. شرکت‌های غالب می‌توانند قیمت‌های خود را با سرعت بیشتری نسبت به شرکت‌های رقیب، افزایش دهند. با اینکه در ظاهر هیچ شرکتی از رکود تورمی منفعت نمی‌گیرد، اما شرکت‌های برجستهٔ غالب، موقعیت خود را به همراه سودمندی و سرمایه‌گذاری نسبی بیشتر، بهبود بخشیده و ارتقاء می‌دهند. رکود تورمی هیچ ربطی به شوک عرضهٔ واقعی ندارد، بلکه به سبب بحران‌های اجتماعی به وجود می‌آید که به بحران عرضه اشاره می‌کنند. رکود تورمی تقریباً یک پدیدهٔ متعلق به قرن بیستم و بیست و یکم است که عمدتاً توسط ائتلاف سلاح دلار – نفت دلار مورد استفاده قرار می‌گیرد که با ایجاد یا سوء استفاده از بحران‌های خاورمیانه، به منافع پولی دست پیدا می‌کند.

## تئوری رکود تورمی ناشی از فشار تقاضا
در تئوری رکود تورمی ناشی از فشار تقاضا، این ایده مطرح است مه رکود تورمی می‌تواند به‌طور صریح، نتیجهٔ شوک‌های پولی باشد، بدون اینکه شوک‌های عرضهٔ هم‌زمان یا تغییرات منفی در پتانسیل بازدهٔ اقتصادی در نظر گرفته شوند. تئوری ناشی از فشار تقاضا سناریویی را توصیف می‌کند که در آن، رکود تورمی می‌تواند به دنبال دوره‌ای از اجرای سیاست پولی (که موجب تورم می‌شود) اتفاق بیفتد. این تئوری نخستین بار در سال ۱۹۹۹ توسط ادواردو لویو در مدرسهٔ دولتی جان اف کندی متعلق به دانشگاه هاروارد مطرح شده است.

## تئوری جانب عرضه
اقتصاد جانب عرضه یا طرفدار عرضه، به عنوان پاسخی در برابر رکود تورمی ایالات متحدهد در دههٔ ۷۰ مطرح شده است. این تئوری تا حد زیادی تورم را به توقف سیستم بریتون وودز در سال ۱۹۷۱ و عدم وجود یک مرجع قیمت‌گذاری خاص در سیاست‌های پولی بعدی، مرتبط می‌داند (کینزی و پولگرایی). اقتصاد دان‌های جانب عرضه مدعی هستند که رکود تورمی، نتیجهٔ تورم ناشی از افزایش نرخ مالیت‌های واقعی است.

## دانشکدهٔ اقتصاد اتریش
طرفداران دانشکدهٔ اتریش بر این باور هستند که با ایجاد پول جدید، سازندگان و گیرندگان قدیمی می‌توانند سود و منفعت بیشتری نسبت به گیرندگان جدید دریافت کنند. ایجاد پول، به معنی ایجاد ثروت نیست، بلکه صرفاً به گیرندگان پول قدیمی اجازه می‌دهد تا منابع، کالاها و سرویس‌ها را در ازای قیمت و بهای بیشتری در اختیار گیرندگان جدید قرار دهند. از آنجا که تولیدکننده‌های واقعیِ ثروت معمولاً گیرندگان جدید هستند، افزایش عرضهٔ پولی موجب تضعیف ایجاد ثروت شده و نرخ رشد اقتصادی را کاهش می‌دهد. اقتصاد دان اتریشی به نام فرانک شوستاک در این باره گفته است:
افزایش نرخ رشد عرضهٔ پولی به همراه کُند شدن نرخ رشد کالاهای تولید شده، به معنی افزایش نرخ تورم قیمت است. (به خاطر داشته باشید که قیمت، همان پولی است که برای یک واحد کالا پرداخت می‌شود). با این حال موضوع مطرح در اینجا، افزایش بسیار سریع تورم قیمت و کاهش نرخ رشد در تولید است. این امر در واقع به معنی رکود تورمی است، یعنی افزایش در تورم قیمت و کاهش در رشد اقتصادی واقعی. در باور عمومی، رکود تورمی کاملاً ساختگی است؛ بنابراین به نظر می‌رسد که پدیدهٔ رکود تورمی، یک نتیجهٔ عادی از سیاست پولی ضعیف و نادرست است. این موضوع، سازگار با نظریهٔ فلپس و فریدمن (PF) است. با این حال بر خلاف نظریهٔ PF، ما بر این باور هستیم که رکود تورمی نمی‌تواند ناشی از این واقعیت باشد که در کوتاه‌مدت، مردم فریب بانک مرکزی را خورده‌اند. رکود تورمی یک نتیجهٔ طبیعی از پمپاژ پولی (استخراج بی رویهٔ پول) است که موجب کاهش رشد اقتصادی شده و در عین حال، نرخ افزایش قیمت کالاها و خدمات را بیشتر کرده است.

## جین جیکوبز و تأثیر شهرها به روی رکود تورمی
در سال ۱۹۸۴، فعال و روزنامه‌نگاری به نام جین جیکوبز، مطرح کرده است که دلیل شکست عمدهٔ تئوری‌های اقتصاد کلان در توصیف رکود تورمی، تمرکز آن‌ها به روی کشور به جای شهرها، به عنوان یک واحد برجسته برای تحلیل اقتصادی بوده است. وی اظهار داشته است که کلید اجتناب از رکود تورمی برای یک کشور، تمرکز به روی توسعهٔ شهرهایی است که می‌توانند محصولات جایگزین برای واردات را تولید کنند (شهرهای جایگزین واردات)، چرا که این شهرها باعث می‌شوند تا اقتصاد در زمان‌های مختلف موجب تقویت و تضعیف شده و به‌طور کلی، پایداری و ثبات کشور را فراهم می‌آورند و از رکود تورمی سراسری جلوگیری می‌کنند. بر طبق اظهارات جیکوبز، شهرهای جایگزین واردات در واقع شهرهایی هستند که با به وجود آوردن توازن بین تولید محصولات خود و واردات عظیم، موجب توسعهٔ اقتصاد شوند، یعنی این شهرها می‌توانند با انعطاف‌پذیری زیادی، پاسخگوی تغییر در چرخه‌های اقتصادی عرضه و تقاضا در طول زمان باشند. با اینکه اظهارات جیکوبز مورد تعریف و تمجید قرار گرفت، اما دانشمندان و محققان برنامه‌ریزی شهری به انتقاد از جیکوبز پرداخته و وی را سرزنش کرده‌اند که نباید ایده‌های خود را با ایده‌های نظریه پردازان بزرگ (نظیر آدام اسمیث و کارل مارکس) مقایسه کند، مخصوصاً زمانی که اسناد تحقیقی و پژوهشی مناسبی را در اختیار ندارد. علی‌رغم این اشکالات و مسائل، باز هم پژوهش جیکوبز در سطح وسیعی توسط عموم خوانده شده و به روی تصمیم گیرنده‌های بسیاری تأثیر گذاشته است.

## واکنش‌ها
رکود تورمی، حمایت و پشتیبانی از توافق کینزی را تضعیف می‌کند.
رئیس فدرال رزرو، پاول ولکر از سال‌های ۱۹۷۹ تا ۱۹۸۳، به‌طور هوشمندانه‌ای نرخ‌های بهره را در سناریویی به نام سناریوی غیر تورمی افزایش داد. پس از اینکه نرخ‌های بهرهٔ اولیهٔ ایالات متحده به یک عدد دو رقمی افزایش پیدا کرد، تورم نیز کمتر شد. این نرخ‌های بهره، بالاترین نرخ‌های بهرهٔ اولیه در طولانی مدت بوده‌اند که تاکنون در بازارهای سرمایهٔ مدرن وجود داشته است. ولکر اغلب به عنوان شخصیتی یاد می‌شود که حداقل باعث توقف تورم در رکود تورمی شده است، هر چند که اقتصاد آمریکا در رکود غوطه ور بوده است. تقریباً از سال ۱۹۸۳، رشد (اقتصاد) شروع به بهبود و بازیابی کرد. هم محرک مالی و هم رشد عرضهٔ پولی در این زمان، به عنوان خط مشی عمل کرده‌اند. وجود جهش پنج – شش ساله در بیکاری در طول سناریوی غیر تورمی ولکر نشان می‌دهد که ولکر، از قابلیت خود اصلاحیِ بیکاری اطمینان داشته و بر این باور بوده است که بیکاری در یک دورهٔ معقولانه، به نرخ عادی خود بازمی‌گردد.